# Diócesis de Santa Ana
La diócesis de Santa Ana (en latín: Dioecesis Sanctae Annae) es una circunscripción eclesiástica de la Iglesia católica en El Salvador. Se trata de una diócesis latina, sufragánea de la arquidiócesis de San Salvador. Desde el 9 de febrero de 2016 su obispo es Miguel Ángel Morán Aquino.

## Territorio y organización
La diócesis tiene 3263 km² y extiende su jurisdicción sobre los fieles católicos de rito latino residentes en los departamentos de Santa Ana y Ahuachapán.
La sede de la diócesis se encuentra en la ciudad de Santa Ana, en donde se halla la Catedral de Santa Ana.
En 2022 en la diócesis existían 63 parroquias agrupadas en 4 vicarías.
Vicaría Número 1
- Catedral de Santa Ana
- El Calvario
- El Carmen
- Madre del Salvador
- María Auxiliadora
- Nuestra Señora de Guadalupe, Colonia I.V.U.
- Nuestra Señora del Rosario, Río Zarco
- Nuestra Señora de Valvanera
- San Lorenzo
- San José Obrero
- San Miguel Arcángel
- Santa Bárbara
- Santa Lucía
- Inmaculada Concepción, UNICAES

Vicaría Número 2
- El Santísimo Redentor, El Calvario
- Inmaculada Concepción, Atiquizaya
- Inmaculada Concepción, Ataco
- La Asunción de la Virgen María
- Nuestra Señora de Guadalupe
- Nuestra Señora del Refugio, El Refugio
- Sagrada Familia, Turín
- San Andrés, Apaneca
- San Martín de Porres, Cara Sucia
- San Miguel Arcángel, Jujutla
- San Pedro Apóstol, San Pedro Puxtla
- Santa María Magdalena, Tacuba
- San Francisco Javier, San Francisco Menéndez
- San Antonio Abad, La Hachadura
- San Lorenzo, San Lorenzo

Vicaría Número 3
- La Divina Providencia, El Congo
- La Natividad de la Virgen María
- La Asunción, Masahuat
- Nuestra Señora de Guadalupe, Resbaladero
- San Esteban, Texistepeque
- San Pedro Apóstol, Coatepeque
- San Pedro Apóstol, Metapán
- Santa Rosa de Lima, Santa Rosa Guachipilín
- Señor de Ostúa, El Calvario, Metapán

Vicaría Número 4
- Cristo Rey, San Antonio Pajonal
- Nuestra Señora de Candelaria, Candelaria de la Frontera
- Nuestra Señora de Guadalupe, San Sebastián Salitrillo
- San José, La Parada, Aldea Bolaños
- San José, Patrono de la Iglesia Universal, Colonia Avilés
- Santiago Apóstol, Chalchuapa

## Historia
La diócesis fue erigida el 11 de febrero de 1913 obteniendo el territorio de la diócesis de San Salvador, que simultáneamente fue elevada al rango de sede metropolitana.
El 8 de septiembre de 1950, con la carta apostólica Venerabilis Decessor, el papa Pío XII proclamó a Santa Ana, madre de la Bienaventurada Virgen María, patrona de la diócesis.
El 31 de mayo de 1986 cedió una porción de su territorio para la erección de la diócesis de Sonsonate mediante la bula De grege Christi del papa Juan Pablo II.

## Estadísticas
Según el Anuario Pontificio 2023 la diócesis tenía a fines de 2022 un total de 747 062 fieles bautizados.
| Año                                                                             | Población            | Población | Población      | Sacerdotes | Sacerdotes    | Sacerdotes    | Bautizados por sacerdote | Diáconos permanentes | Religiosos | Religiosos | Parroquias |
| Año                                                                             | Bautizados católicos | Total     | % de católicos | Total      | Clero secular | Clero regular | Bautizados por sacerdote | Diáconos permanentes | Varones    | Mujeres    | Parroquias |
| ------------------------------------------------------------------------------- | -------------------- | --------- | -------------- | ---------- | ------------- | ------------- | ------------------------ | -------------------- | ---------- | ---------- | ---------- |
| 1949                                                                            | 454 000              | 460 000   | 98.7           | 42         | 21            | 21            | 10 809                   |                      | 27         | 94         | 20         |
| 1966                                                                            | 100 000              | 110 000   | 90.9           | 66         | 31            | 35            | 1515                     |                      | 50         | 140        | 37         |
| 1970                                                                            | 658 236              | 692 931   | 95.0           | 63         | 35            | 28            | 10 448                   |                      | 32         | 125        | 39         |
| 1976                                                                            | 786 753              | 825 496   | 95.3           | 56         | 28            | 28            | 14 049                   |                      | 49         | 145        | 39         |
| 1980                                                                            | 856 972              | 921 484   | 93.0           | 56         | 31            | 25            | 15 303                   |                      | 39         | 139        | 41         |
| 1990                                                                            | 590 000              | 738 000   | 79.9           | 51         | 27            | 24            | 11 568                   | 1                    | 33         | 75         | 32         |
| 1999                                                                            | 800 387              | 943 387   | 84.8           | 61         | 41            | 20            | 13 121                   | 1                    | 29         | 138        | 36         |
| 2000                                                                            | 805 450              | 945 540   | 85.2           | 59         | 41            | 18            | 13 651                   | 1                    | 27         | 142        | 37         |
| 2001                                                                            | 810 500              | 947 750   | 85.5           | 69         | 51            | 18            | 11 746                   | 1                    | 31         | 145        | 39         |
| 2002                                                                            | 821 565              | 950 840   | 86.4           | 75         | 56            | 19            | 10 954                   | 1                    | 35         | 147        | 44         |
| 2003                                                                            | 829 105              | 953 790   | 86.9           | 83         | 59            | 24            | 9989                     | 1                    | 41         | 145        | 44         |
| 2004                                                                            | 836 795              | 1 253 590 | 66.8           | 85         | 61            | 24            | 9844                     | 1                    | 35         | 105        | 44         |
| 2010                                                                            | 965 000              | 1 502 000 | 64.2           | 110        | 90            | 20            | 8772                     | 1                    | 35         | 70         | 50         |
| 2014                                                                            | 985 000              | 1 533 000 | 64.3           | 113        | 94            | 19            | 8716                     |                      | 48         | 56         | 58         |
| 2017                                                                            | 1 025 000            | 1 598 000 | 64.1           | 141        | 124           | 17            | 7269                     |                      | 36         | 60         | 63         |
| 2020                                                                            | 736 665              | 1 126 065 | 65.4           | 148        | 133           | 15            | 4977                     |                      | 36         | 89         | 63         |
| 2022                                                                            | 747 062              | 1 144 912 | 65.3           | 151        | 131           | 20            | 4947                     |                      | 35         | 133        | 63         |
| Fuente: Catholic-Hierarchy, que a su vez toma los datos del Anuario Pontificio. |                      |           |                |            |               |               |                          |                      |            |            |            |

## Episcopologio
- Santiago Richardo Vilanova y Meléndez † (3 de julio de 1914-17 de enero de 1953 falleció)
- Benjamín Barrera y Reyes, M.J. † (1 de marzo de 1954-25 de febrero de 1981 renunció)
- Marco René Revelo Contreras † (25 de febrero de 1981-19 de octubre de 1998 retirado)
- Romeo Tovar Astorga, O.F.M. (12 de mayo de 1999-9 de febrero de 2016 retirado)
- Miguel Ángel Morán Aquino, desde el 9 de febrero de 2016